# Paralimnoria asterosa
Paralimnoria asterosa är en kräftdjursart som beskrevs av Isabel Clifton Cookson och Cragg 1988. Paralimnoria asterosa ingår i släktet Paralimnoria och familjen borrgråsuggor. Inga underarter finns listade i Catalogue of Life.